# Juliana Lazarevská
Svatá Juliana Lazarevská (rozená: Uljana Ustinovna Něďureva, provdaná Osorina; † 15. ledna 1604, Lazarevo) byla ruská věřící Ruské pravoslavné církve, uctívaná jako spravedlivá.

## Život
Narodila se ve 30. letech 16. století v městě Plosna do rodiny statkářů. Její otec Ustim Vasiljev byl ključnikem (zaměstnanec paláce) cara Ivana Hrozného ve Vladimiru. Když jí bylo šest let, zemřela jí matka Stefanida Grigorjeva. Byla poslána na výchovu ke své babičce do Muromu. Po smrti babičky se dvanáctiletá Juliana odstěhovala ke své tetě.
V 16 letech se provdala za Georgia Vasiljeviče Osorina, majitele vesnice Lazarevo. Byl znám pro svou zbožnost a podporu chudých a vězňů. Juliana porodila 10 synů a tři dcery. Její dva synové tragicky zemřeli a Juliana z tohoto důvodu chtěla vstoupit do monastýru, což jí její manžel vymluvil.
Během hladomoru za cara Borise Godunova prodala svůj majetek, aby nakoupila chléb pro potřebné.
Starala se o sirotky a chodila navštěvovat nemocné.
I když měla několik sluhů, nikdy si nenechala pomoci s oblékáním ani s jinými činnostmi.
Zemřela 15. ledna 1604.
Roku 1614 bylo objeveno její zachovalé tělo a začala být uctívána. Ve 20. nebo 30. letech 17. století sepsal její syn Družina Jurjevič Osorin život své matky. Do roku 1649 bylo u jejího hrobu zdokumentováno 21 zázraků.
Roku 1801 biskup vladimirský a suzdalský Xenofont (Trojepolskij) zákazal k Julianě moleben.
V 70. letech 20. století došlo k jejímu celocírkevnímu svatořečení. Byla zařazena do Sboru všech svatých ruskou zemí zářících.